# Effetto speciale (album)
Effetto speciale è un album del cantante siciliano Gianni Celeste, cantato in lingua napoletana, pubblicato nel 2008.

## Tracce
1. Stamme tutti intercettati
2. 'Nu mumento 'e crisi
3. Bella ballerina
4. Effetto speciale
5. Me ne frego
6. Chi troppo vuole
7. Vittima di un uomo
8. Tu stai con lui
9. Il doppio dell'età
10. Voglia di te